# 714

## Esdeveniments
- Revoltes entre els francs, amb la subversió dels alamans
- Un terratrèmol sacseja Síria
- L'exèrcit musulmà conquereix Saragossa
- S'inicia la conquesta de l'actual territori català

## Naixements
- Pipí el Breu, primer rei de la dinastia carolíngia.